# Гого
Гого (или вагого) — народ банту, проживающий в регионе Додома в центральной Танзании. В 1992 году численность гого составляла приблизительно 1 300 000 человек. Гого исторически были патрилинейным народом (наследство и родство определяется по мужской линии родства). Многие из современных гого практикуют оседлый образ жизни, мигрируют в городские районы или работают на плантациях по всей Танзании.

## История
Имя племени было дано в XIX веке караванами Ньямвези, проезжавшими через регион, который тогда являлся пограничной территорией. Ричард Бёртон писал, что этот народ не может быть многочисленным, так как, путешествуя на протяжении двух недель, можно увидеть лишь редкие, разбросанные хозяйства. Дожди, необходимые для посевов, нерегулярны, что создавало прежде и теперь создает проблемы для сельского хозяйства. Сезон дождей короток и чередуется с засухами. В XVIII веке вагого в основном были пионерами-колонизаторами из ньямвези и хехе, их часто путали с сандаве и кагуру. Половина правящей группы происходит из племени хехе. У них существовала долгая традиция охоты и собирательства, которая позволяла ньямвези перевозить слоновую кость к морскому побережью. В конце XIX века гого стали земледельцами, владеющими крупным рогатым скотом.
Гого терпели голод в 1881, 1885, 1888-89 гг.(как раз перед тем, как приехал караван Стоука) и потом затем в 1894-95 и 1913—1914 гг. Главной причиной частого голода были нерегулярные дожди и постоянные засухи.
Были покорены небольшим отрядом Карла Петорса, после чего вошли в состав Германской Восточной Африки. 

## Хозяйство
У гого смешанное сельское хозяйство, состоящее из земледельчества, в котором играло главную роль выращивания зерна, и скотоводства. Традиционно, рабочие группы, состоящие из примерно двадцати мужчин и женщин работали с января по март, каждый рабочий день заканчивался выпиванием пива. Люди собирались из ближайших окрестностей.
Так как зерно может очень сильно пострадать от птиц, диких свиней, бабуинов и бородавочников, мужчины и мальчики обязаны охранять поля даже ночью. Использовались и медицинские и магические способы защищать поля от животных.
В традиционной земледельческой практике, простой Гого не имел большое стадо скота. Стадо принадлежало всем членам клана. Земледельчество играло второстепенную роль после скотоводства.

## Традиционное жилище
Вагого строят прямоугольные жилища тембе. Для постройки тембе по периметру вкапываются столбы, сооружается плетёный каркас крыши, далее выплетаются стены. После этого стены и крыша обмазываются глиной, крышу предварительно покрывают травой или соломой.
Обычно хижины ставятся вплотную одна к другой, в форме замкнутого четырёхугольника. Если четырёхугольник не замкнут, свободное пространство перегораживается плетёной изгородью.
В каждой хижине есть помещение для людей, которое имеет два выхода — на улицу и во внутренний двор, и помещение для мелкого рогатого скота. Во внутреннем дворе держат крупный рогатый скот.

## Традиционное общество
Под влиянием ньямвези, масаев и Хехе, Гого исторически считались грубыми, скандальными и чрезмерно любопытными пастухами, с манерами и свирепым видом. Репутация Гого у европейцев, путешествующих через Угого, была поистине жалкой, их считали подозрительными, коварными лгунами, высокомерными и трусливыми. Емин Паша, пишущий свой сестре, повествовал, что эта страна известна их «ветрами, пылью, нехваткой воды и наглостью народа». (Он не упомянул о том, что использовал смерть одного аскари как предлог чтобы разрушить 19 деревень и забрать скот в 2000 голов.

### Социальная структура
Кланы Гого немало перемещались, расходясь с одними группировками, принимали новые имена для кланов, семей, меняли свои традиции и ритуалы, становились другими.
Европейские писатели, придавая особое значение вождям Гого, называли их «султанами», как это было принято у побережья. Но те люди, которые поистине влияли на «страну», были ритуальными лидерами. Они «контролировали» дожди и плодородие, изготовляли лекарства и следили за тем, чтобы отдельные ресурсы не были чрезмерно использованы. Им нельзя было покидать свою «страну», они имели много скота, контролировали ритуалы, обряды обрезания и инициации, давали магическую защиту всем предприятиям, были третейскими судьями при наказании за убийство, использовании магии и прочих серьёзных обвинениях.
Для гого очень важно гостеприимство; они могли сопровождать путешественника, который останавливался в них доме, многие мили, чтобы он в целости и сохранности мог добраться до своей цели. Родной дом был настолько важен для гого, что людей, которые умерли без постороннего вмешательства (убитые молнией или из-за инфекционной болезни) выбрасывали в степи или в пустой ствол баобаба, так как считалось, что у такого человека не было дома и он станет «злым духом», который помогает магам и ведьмам.

### Семья
Большинство братьев делают все, чтобы помочь своим сёстрам, которые часто оставались жить с ними, когда те болели, так как у братьев очень строгие моральные и законные обязанности, которые они должны выполнять вместе с мужьями своих сестёр. Даже в более поздние периоды жизни братья и сёстры продолжают навещать друг друга; жёны никогда целиком не принимаются в семью мужа.

### Женитьба
Мужчины гого имеют только одну жену, но большинство высоко ценят полигинию. Полигиния была привилегией обеспеченных мужчин старшего возраста. Богатый мужчина гого мог вполне обосновано иметь две или даже иногда три жены.
Бо́льшая часть женитьб происходила сразу на следующий день после совершения договора, сколько скота будет включено в выкуп за жену и передача выкуп семье невесты произошла. Даже столетие спустя выкуп за жену обычно целиком даётся скотом и большое количество судебных дел включает возврат выкупа. У народа гого разводятся редко и дети остаются с отцом, «откуда пришёл скот».

### Защита
Защита против кисонго, масаев и хехе была организована и основывалась на возрастных группах воинов, так же как и у масаев. Эта «военная» организация использовалась для местной защиты, а также в набегах для похищения скота. Когда звучала тревога, все способные держать оружие мужчины должны собраться и выступить в поход (что, однако, не всегда работало слаженно).